# Icteranthidium decoloratum
Icteranthidium decoloratum är en biart som först beskrevs av Johann Dietrich Alfken 1932.  Icteranthidium decoloratum ingår i släktet Icteranthidium och familjen buksamlarbin. Inga underarter finns listade i Catalogue of Life.